# Post-Britpop
El post-britpop es un subgénero del rock alternativo y del britpop originado después de la década de 1990 en Reino Unido por el éxito del britpop que emergia en ese entonces, se le consideró como la "segunda ola"  del britpop británico ya que emergieron distintos grupos de la escena 
Muchos grupos que no son pertenecientes a la escena fueron influyentes en el origen del post-britpop como: Travis, Stereophonics, The Verve, entre muchos otros.

## Artistas de la escena
- Coldplay
- Elbow
- Feeder
- Gomez
- Hard-Fi
- Idlewild
- Inter
- I Am Kloot
- Kaiser Chiefs
- Keane
- Nine Lines
- Thirteen Senses